# Dobry Lasek
Dobry Lasek (niem. Guttenwalde) – wieś w Polsce położona w województwie warmińsko-mazurskim, w powiecie mrągowskim, w gminie Piecki. W latach 1975–1998 miejscowość administracyjnie należała do województwa olsztyńskiego. Przez wieś przebiega droga wojewódzka nr .
Leży 0,5 km na zachód od jeziora Kołowin.

## Części wsi
| SIMC    | Nazwa    | Rodzaj    |
| ------- | -------- | --------- |
| 0486037 | Młyniska | część wsi |

## Historia
Wieś założona w 1570 r., kiedy to starosta szestneński Andrzej Jonasz sprzedał Maciejowi Konopce i niejakiemu Piotrowi pięć włók sołeckich w Dobrym Lasku za 235 grzywien, w celu założenia wsi czynszowej na 50 włokach, z 10 latami wolnizny. Brak wsi na mapie z 1662 r. Figuruje dopiero w wykazie z 1838 r. jako wieś mieszana z 13 domami i 96 mieszkańcami.
Około 1900 r. powstała jednoklasowa szkoła. W 1935 r. w szkole uczyło się 69 dzieci. W tym czasie wieś należała do parafii w Nawiadach. W 1939 r. we wsi mieszkałó 241 osób.
W 1973 r. do sołectwa Dobry Lasek należały także osady: Kołowinek i Młyniska